# Herb gminy Radzanów (powiat mławski)
Herb gminy Radzanów – jeden z symboli gminy Radzanów, ustanowiony 19 sierpnia 2020.

## Wygląd i symbolika
Herb przedstawia na tarczy w polu czerwonym srebrny grot włóczni z dwoma płatkami lilii, umieszczone na poprzeczce. Jest to nawiązanie do dawnego herbu Radzanowa.